# David Jiříček
David Jiříček (né le 28 novembre 2003 à Klatovy en Tchéquie) est un joueur tchèque de hockey sur glace. Il évolue à la position de défenseur.

## Biographie

### Carrière junior
Jiříček commence sa carrière junior avec les Chevaliers de Tchéquie lors du Tournoi international de Québec en 2015-2016.
En 2017-2018, il participe au tournoi des régions, représentant Plzeň dans la catégorie des moins de 15 ans. En 8 matchs, il collecte 6 passes. Il dispute également 37 rencontres avec les moins de 16 ans du HC Škoda Plzeň, récoltant 25 points. L'année suivante en 37 partie avec les moins de 16 ans, il inscrit 40 points et il joue un match avec les moins de 19 ans.
Lors de la saison 2019-2020, il dispute 5 matchs avec les moins de 17 puis 32 matchs avec les moins de 20 ans, en championnat régulier, coupe et supercoupe. Il totalise 23 points et 28 minutes de pénalité.
le 30 juin 2020, lors du repêchage de la LCH, il est sélectionné en 54e position par les Chiefs de Spokane

### En club
Jiříček commence sa carrière professionnelle avec le HC Škoda Plzeň en Extraliga, lors de la saison 2019-2020 Il dispute son premier match le 26 janvier 2020, lors d'une victoire 6-3 face au HC Sparta Prague. Le 13 mai 2020, il signe une prolongation de contrat avec le HC Škoda Plzeň, d'une durée de 3 ans.
Il inscrit son premier point, une passe, le 18 septembre 2020, lors d'une victoire 5-3 face au HC Sparta Prague. Il marque son premier but le 20 septembre 2020, lors d'une défaite 2-3 face au HC Dynamo Pardubice. Au terme de la saison régulière, Plezn est classé au 6e rang de la ligue. Lors des séries éliminatoires, Plezn est éliminé en 5 rencontres lors des huitièmes de finale face au BK Mladá Boleslav.
En prévision du repêchage de 2022, la centrale de recrutement de la LNH le classe au 4e rang des espoirs européens chez les patineurs.
Il est sélectionné au 6e rang par les Blue Jackets de Columbus.
Il dispute son premier match et marque son premier point dans la Ligue nationale de hockey, le 14 octobre 2023 face au Rangers de New York.

### En équipe nationale
Jiříček représente son pays, la Tchéquie depuis la saison 2018-2019, avec le contingent des moins de 16 ans.
Il participe au Championnat du monde moins de 18 ans en 2021. La Tchéquie se classant à la 7e place, éliminée en quart de finale par la Canada sur le score de 3-10.
Il dispute le Championnat du monde junior en 2021. La Tchéquie se classe à la 7e place, éliminée en quart de finale par le Canada sur le score de 0-3.
Il prend part au Championnat du monde moins de 18 ans en 2022. La Tchéquie se classe à la 4e place, battue par la Finlande sur le score de 1-4 lors de la petite finale. Il est également désigné parmi les 3 meilleurs joueurs de sa formation.
Il est sélectionné pour Championnat du monde en 2022. La Tchéquie remporte la médaille de bronze, battant l'équipe des États-Unis sur le score de 8-4.

## Statistiques

### En club
| Saison     | Équipe                   | Ligue                  |    | Saison régulière | Saison régulière | Saison régulière | Saison régulière | Saison régulière  |                   | Séries éliminatoires | Séries éliminatoires | Séries éliminatoires | Séries éliminatoires | Séries éliminatoires |
| Saison     | Équipe                   | Ligue                  | PJ | B                | A                | Pts              | Pun              | PJ                | B                 | A                    | Pts                  | Pun                  |                      |                      |
| 2015-2016  | Chevaliers de Tchéquie   | Tournoi intl de Québec | 6  | 0                | 0                | 0                | 4                | -                 | -                 | -                    | -                    | -                    |                      |                      |
| 2017-2018  | Plzeň M15                | TJ D15                 | 8  | 0                | 6                | 6                | 4                | -                 | -                 | -                    | -                    | -                    |                      |                      |
| 2017-2018  | HC Škoda Plzeň M16       | JHL D16                | 37 | 10               | 15               | 25               | 16               | 8                 | 0                 | 3                    | 3                    | 2                    |                      |                      |
| 2018-2019  | HC Škoda Plzeň M16       | JHL D16                | 37 | 19               | 21               | 40               | 54               | 3                 | 0                 | 1                    | 1                    | 43                   |                      |                      |
| 2018-2019  | HC Škoda Plzeň M19       | JHL D19                | 1  | 0                | 0                | 0                | 0                | -                 | -                 | -                    | -                    | -                    |                      |                      |
| 2019-2020  | HC Škoda Plzeň M17       | ED                     | 5  | 1                | 6                | 7                | 4                | -                 | -                 | -                    | -                    | -                    |                      |                      |
| 2019-2020  | HC Škoda Plzeň M20       | DHL P D20              | 24 | 6                | 11               | 17               | 10               | -                 | -                 | -                    | -                    | -                    |                      |                      |
| 2019-2020  | HC Škoda Plzeň M20       | DHL SP D20             | 7  | 4                | 0                | 4                | 18               | -                 | -                 | -                    | -                    | -                    |                      |                      |
| 2019-2020  | HC Škoda Plzeň M20b      | EJ                     | 1  | 0                | 2                | 2                | 0                | -                 | -                 | -                    | -                    | -                    |                      |                      |
| 2019-2020  | HC Škoda Plzeň           | Extraliga              | 4  | 0                | 0                | 0                | 2                | -                 | -                 | -                    | -                    | -                    |                      |                      |
| 2019-2020  | SHC Klatovy              | 2. liga                | 0  | 0                | 0                | 0                | 0                | 1                 | 0                 | 0                    | 0                    | 0                    |                      |                      |
| 2020-2021  | HC Škoda Plzeň           | Extraliga              | 34 | 3                | 6                | 9                | 34               | 2                 | 0                 | 1                    | 1                    | 4                    |                      |                      |
| 2021-2022  | HC Škoda Plzeň           | Extraliga              | 29 | 5                | 6                | 11               | 49               | -                 | -                 | -                    | -                    | -                    |                      |                      |
| 2022-2023  | Monsters de Cleveland    | LAH                    | 55 | 6                | 32               | 38               | 36               | -                 | -                 | -                    | -                    | -                    |                      |                      |
| 2022-2023  | Blue Jackets de Columbus | LNH                    | 4  | 0                | 0                | 0                | 2                | -                 | -                 | -                    | -                    | -                    |                      |                      |
| 2023-2024  | Monsters de Cleveland    | LAH                    | 29 | 7                | 12               | 19               | 21               | Saison en cours ? | Saison en cours ? | Saison en cours ?    | Saison en cours ?    | Saison en cours ?    |                      |                      |
| 2023-2024  | Blue Jackets de Columbus | LNH                    | 43 | 1                | 9                | 10               | 22               | -                 | -                 | -                    | -                    | -                    |                      |                      |
| Totaux LNH | Totaux LNH               | Totaux LNH             | 47 | 1                | 9                | 10               | 24               | -                 | -                 | -                    | -                    | -                    |                      |                      |

### En équipe nationale
| Année     | Équipe            | Compétition                          |    | PJ | B | A  | Pts | Pun                 |  | Résultat |
| 2018-2019 | Tchéquie M16      | International                        | 14 | 1  | 4 | 5  | 4   |                     |  |          |
| 2019-2020 | Tchéquie M17      | International                        | 12 | 5  | 6 | 11 | 12  |                     |  |          |
| 2019-2020 | Tchéquie M18      | International                        | 4  | 0  | 1 | 1  | 2   |                     |  |          |
| 2021      | Tchéquie M18      | Championnat du monde moins de 18 ans | 4  | 0  | 0 | 0  | 8   | 7e place            |  |          |
| 2020-2021 | Tchéquie M18      | International                        | 3  | 2  | 1 | 3  | 4   |                     |  |          |
| 2021      | Tchéquie M20      | Championnat du monde junior          | 5  | 1  | 1 | 2  | 2   | 7e place            |  |          |
| 2020-2021 | Tchéquie M20      | International                        | 8  | 2  | 1 | 3  | 2   |                     |  |          |
| 2020-2021 | Tchéquie          | International                        | 1  | 0  | 0 | 0  | 2   |                     |  |          |
| 2022      | Tchéquie M20      | Championnat du monde junior          | 1  | 0  | 1 | 1  | 0   | Compétition annulée |  |          |
| 2021-2022 | Tchéquie M20      | International                        | 8  | 0  | 5 | 5  | 6   |                     |  |          |
| 2022      | Tchéquie          | Championnat du monde                 | 5  | 1  | 1 | 2  | 0   | 3e place            |  |          |
| 2021-2022 | Tchéquie          | International                        | 17 | 3  | 4 | 7  | 4   |                     |  |          |
| 2023      | Tchéquie - 20 ans | Championnat du monde junior          | 7  | 3  | 4 | 7  | 2   | 2e place            |  |          |

## Trophées et honneurs personnels

### Championnat du monde des moins de 18 ans
- 2021-2022 : nommé dans les trois meilleurs joueurs de son équipe.

### Championnat du monde
- 2021-2022 : médaille de bronze avec la Tchéquie.